# Angel (píseň, Madonna)
"Angel" je třetí singl americké zpěvačky-skladatelky Madonny. Píseň pochází z jejího druhého alba Like a Virgin. Album i singl publikovala firma Sire Records.

## Hudební žebříčky
| Hitparáda (1985)                      | Příčka |
| ------------------------------------- | ------ |
| UK Singles Chart                      | #5     |
| U.S. Billboard Hot 100                | #5     |
| U.S. Billboard Hot Adult Contemporary | #5     |
| U.S. Billboard Hot Dance Club Play    | 1#     |
| U.S. Billboard Hot R&B/Hip-Hop Songs  | #71    |
| Japan Oricon Weekly Singles Chart     | #52    |